# L'Alqueria de la Comtessa
L'Alqueria de la Comtessa là một đô thị ở comarca Safor cộng đồng Valencia, Tây Ban Nha. Đô thị này có diện tích 2,15 km², dân số thời điểm năm 2006 là 1495 người.